# بنفشه پاغازی زرد
 بنفشه پاغازی زرد (نام علمی: Viola pinetorum) نام یک گونه از سرده بنفشه است.